# Arwed Emminghaus

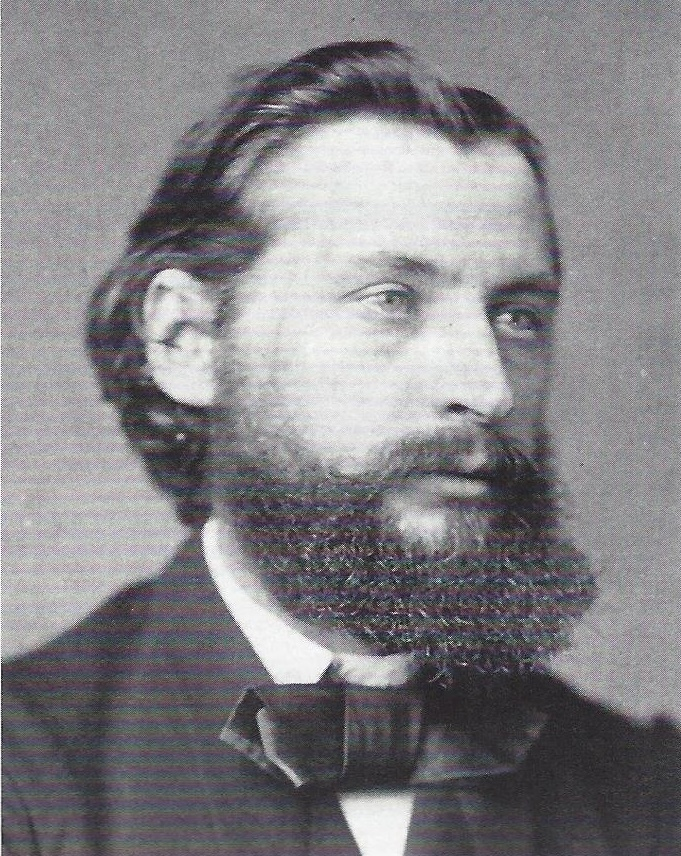
Arwed Emminghaus als junger Mann …

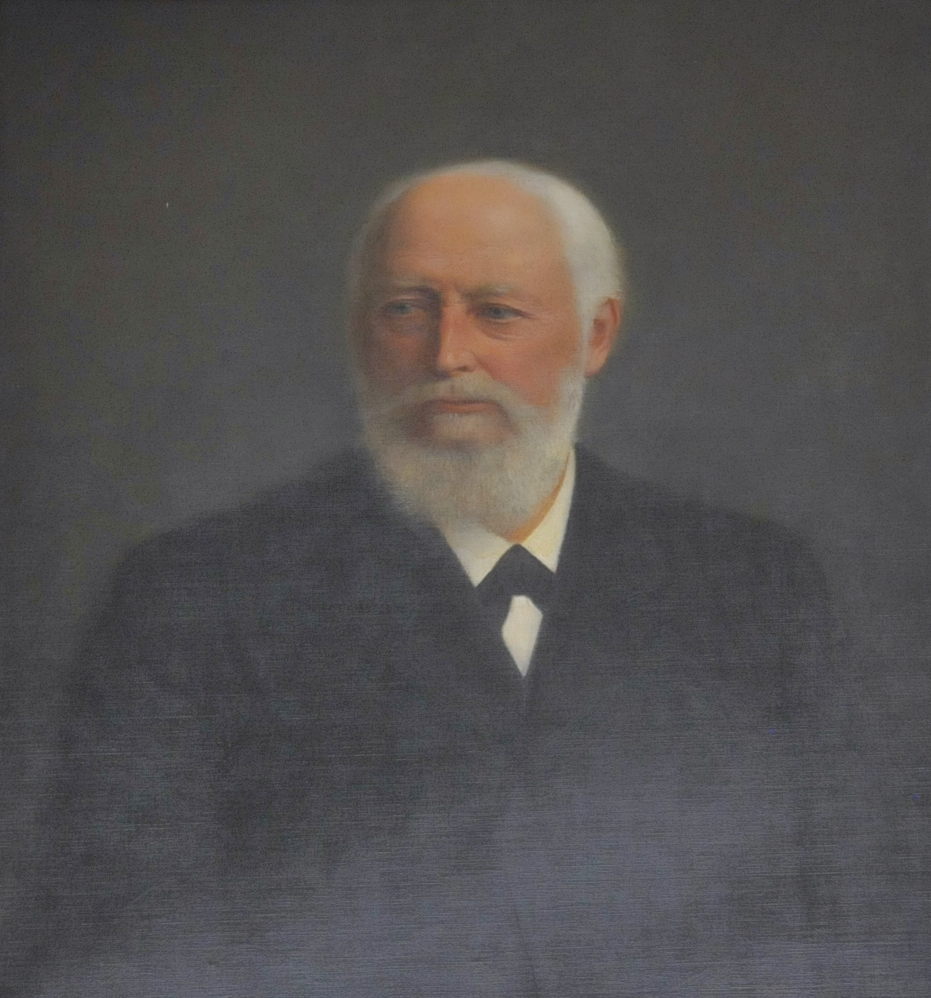
… und als älterer Herr sowie …

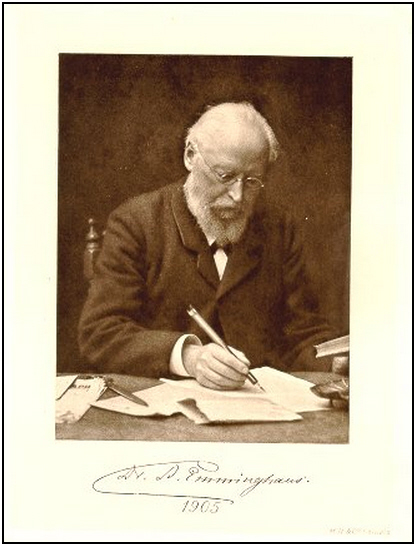
… im Jahre 1903

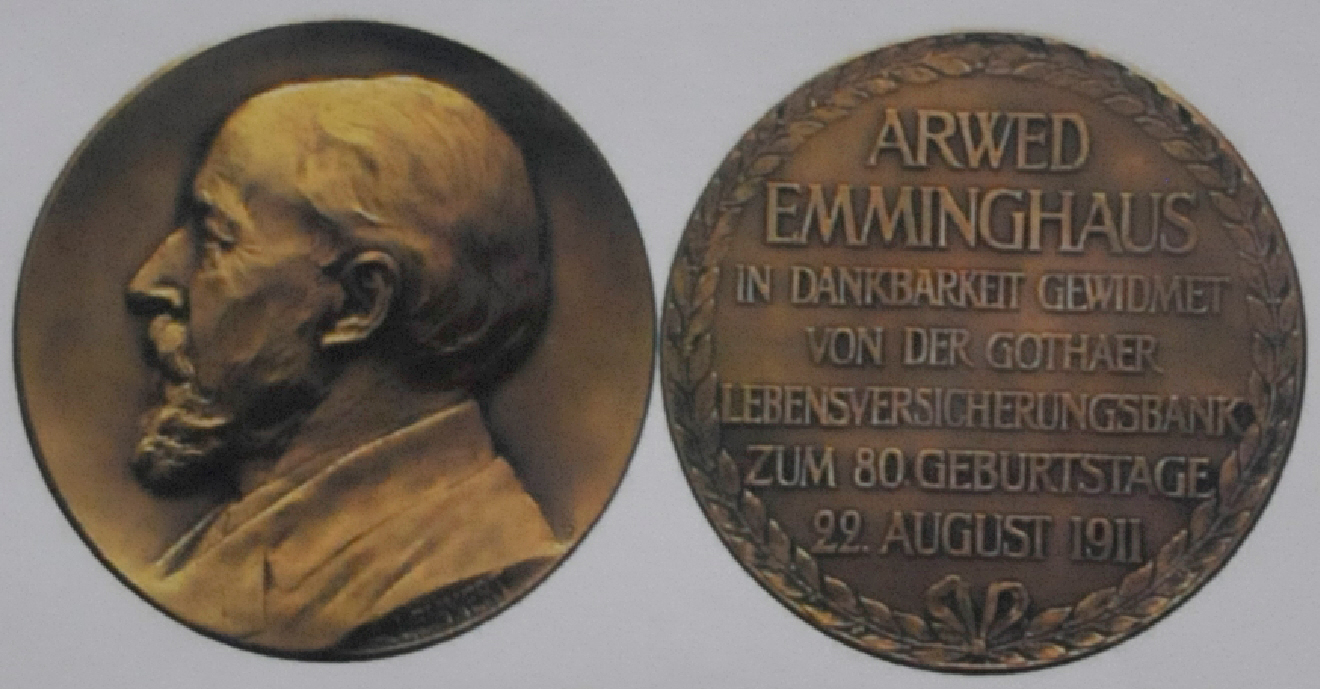
Medaille des Künstlers Adolf Lehnert im Auftrag der Gothaer Versicherungsbank, anlässlich des 80. Geburtstags von Emminghaus im Jahre 1911

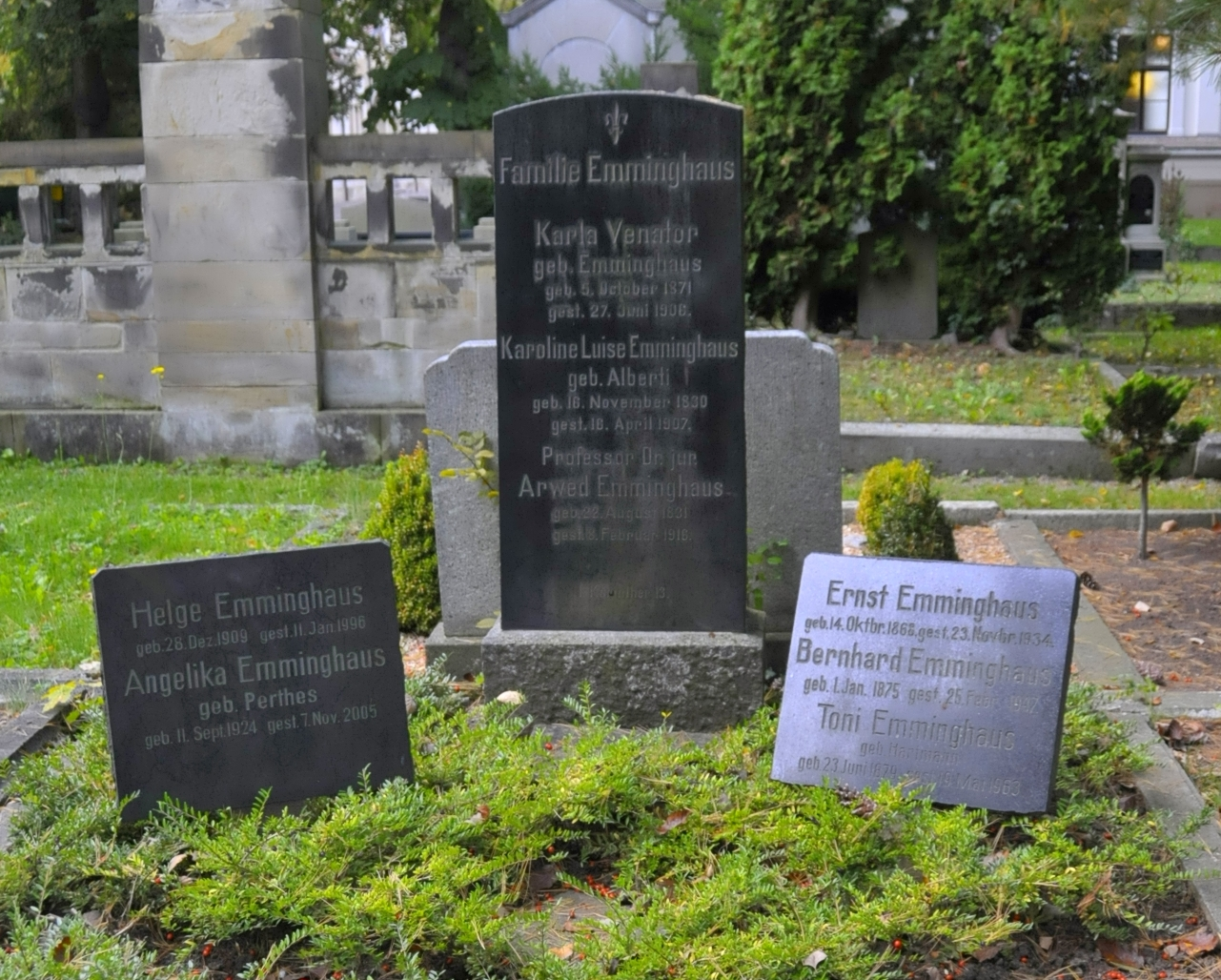
Grabstätte der Fam. Emminghaus auf dem Hauptfriedhof Gotha

Arwed Emminghaus, eigentlich Arwed Karl Bernhard Emminghaus (* 22. August 1831 in Niederroßla bei Apolda; † 8. Februar 1916 in Gotha), war ein deutscher Nationalökonom und Journalist.

## Leben
Arwed Emminghaus wurde als drittes von vier Kindern der Eheleute Justizrat Justus Christian Bernhard Emminghaus (1799–1875) und Amalie Selma geb. Sturm, geboren und besuchte in Bad Berka die Grundschule. Seine Ausbildung erfuhr Emminghaus nicht nur durch die Schule, sondern auch durch Hauslehrer. In Keilhau besuchte er vier Jahre lang die von Friedrich Fröbel hierher verlegte Allgemeine Deutsche Bildungsanstalt Fröbel. Im Weimarer Ernst-Wilhelm-Gymnasium wurde er ab Sekunda unterrichtet und legte zu Ostern 1851 dort das Abitur mit Bestnote ab.
Emminghaus studierte in den Jahren 1851 bis 1854 Rechtswissenschaft und Nationalökonomie an der Universität Jena, wurde 1855 zum Dr. jur. promoviert und absolvierte anschließend die erste juristische sowie die kameralistische Staatsprüfung. Während des Studiums sammelte er praktische Erfahrungen in der Landwirtschaft. Ab 1855 war er im Ministerium des Großherzogtums Sachsen-Weimar-Eisenach in Weimar beschäftigt. Am 31. August 1858 schied er aus dem Staatsdienst aus, behielt aber das Recht einer Rückkehr.
Am 1. September 1858 trat er als Bureauchef in eine Dresdener Feuerversicherungsgesellschaft ein.
Am 19. November 1858 wurde er als Leiter der Schweizer Vertretung in Bern mit dem Aufbau und der Organisation des Versicherungsgeschäftes in der Schweiz beauftragt.
Die Arbeit für die Dresdner Feuerversicherung wurde am 1. September 1859 mit einem eigenen Büro fortgesetzt, sie endete jedoch schon zwei Jahre später, am 30. September 1861.
Im Herbst 1861 übernahm er die Redaktion des Bremer Handelsblattes in Bremen als Nachfolger von Victor Böhmert. In dieser Eigenschaft wurde er zur treibenden Kraft beim Aufbau eines organisierten Seenotrettungswesens in Deutschland. Dies mündete im Jahr 1863 in der Gründung des Bremer Vereins zur Rettung Schiffbrüchiger, aus dem am 29. Mai 1865 die Deutsche Gesellschaft zur Rettung Schiffbrüchiger (DGzRS) hervorging, deren erster Sekretär (Schriftführer) und langjähriger Berater er war.
Im Herbst 1865 gab er die Redaktionsleitung beim Bremer Handelsblatt an August Lammers ab, um einer Berufung an das Polytechnikum zu Karlsruhe zu folgen, wo er ab 1866 als Professor des neu geschaffenen Lehrstuhls der Wirtschaftslehre lehrte. Zu diesem Zweck übersiedelte die Familie im Frühjahr 1866 nach Karlsruhe. Im gleichen Jahr gründete Emminghaus eine Baugenossenschaft für Lehrer und Beamte in Karlsruhe mit dem Ziel, den Mitgliedern zu günstigen Konditionen einen Haus- und Grunderwerb – Vorläufer der heutigen Wohnungsbaugenossenschaften. Seine Professur behielt Emminghaus bis 1873. Das in dieser Zeit von ihm verfasste Buch Allgemeine Gewerkslehre, diente ihm dabei als zentrales Lehrbuch für seine Kurse. Das Buch gilt heute, gemeinsam mit den Werken von Arnold Lindwurm und Jean-Gustave Courcelle-Seneuil, als eines der wichtigsten frühen wissenschaftlichen Werke auf dem Weg zur modernen Betriebswirtschaftslehre.
Er siedelte im Jahr 1873 als Vorsitzender Direktor der Gothaer Lebensversicherungs-Gesellschaft nach Gotha über. In dieser Position übernahm Emminghaus zahlreiche Ämter, war häufig Gründungsmitglied von Vereinen und engagierte sich in vielen Institutionen.
Im Jahr 1901 richtete Emminghaus aus Spenden zu seinem 70. Geburtstag seine „Arwed Emminghaus-Stiftung“ ein für gemeinnützige Zwecke.
Am 1. Juli 1903 wurde er pensioniert. Sein Nachfolger wurde als Generaldirektor Karl August Friedrich Samwer. Emminghaus starb am 8. Februar 1916 in Gotha, auf dessen Hauptfriedhof die Grabstätte der Familie ist.

## Privates
Die Ehe mit Karoline Luise Alberti († 16. April 1907) wurde am 10. Mai 1859 in Hohenleuben bei Gera geschlossen, aus der folgende Kinder hervorgingen:
- Gustav Ernst Bernhard Otto (* 1. März 1860 in Dresden; † 2. Juli 1910 in Alsbach/Hessen)
- Agnes (* 6. Dezember 1861 in Bremen; † 8. Juli 1863 ebenda)
- Elisabeth (* 4. Januar 1864 in Bremen; † 19. Juni 1955 in Gotha) ⚭ Bernhard Wilhelm Justus Perthes
- Margarethe (* 18. Juni 1866 in Karlsruhe; † 13. Dezember 1946 in Dresden)
- Karl Ernst Bernhard (* 14. Oktober 1868 in Karlsruhe; † 23. November 1934 in Regensburg)
- Walter Arwed Eduard (* 2. Juli 1870 in Karlsruhe; † 13. November 1954 in Hameln)
- Karoline Amalie Sophie (* 5. Oktober 1871 in Karlsruhe; † 27. Juni 1906 als verh. Venator in Oberschönfeld)
- Karl Bernhard (* 1. Januar 1875 in Gotha; † 26. Februar 1947 in Friedrichroda)

Im Dezember 1875 starb Arweds Vater, Bernhard Emminghaus, in Weimar.

## Ehrungen
- 1871 Ritterkreuz 1. Klasse des Ordens vom Zähringer Löwen für „... hervorragende Leistungen auf dem Gebiet der freiwilligen Hilfstätigkeit während ...“ (wörtl. Zitat aus dem Begleitschreiben) (Krieg 1870/71)
- 1872 Kriegsdenkmünze von Stahl am Nicht-Combattanten-Bande (für gleiche Leistungen, verliehen von Kaiser Wilhelm I.)
- 1898 wurde Emminghaus zu seinem 25-jährigen Dienstjubiläum bei der Gothaer Versicherung das Komturkreuz II. Klasse des Ernestinischen Hausordens des Herzogtums Sachsen-Coburg und Gotha verliehen.
- 1903 folgte das Komturkreuz I. Klasse zu seiner Pensionierung.
- 1911 wurde ihm zu seinem achtzigsten Geburtstag die Ehrenbürgerwürde in Gotha zuteil, im selben Jahr benannte die Stadt die Grabenstraße nach ihm.[3]
- 1915 erhielt er die Ehrenmitgliedschaft in der DGzRS.

## Würdigungen
- 1965 wurde ein Seenotkreuzer der DGzRS nach ihm benannt.
- 2015 wurde anlässlich des 150-jährigen Bestehens des Seenotrettungsdienstes eine Straße im Kieler Stadtteil Düsternbrook nach Emminghaus benannt.[4]

## Schriften
Emminghaus war Autor zahlreicher Schriften, Bücher und Artikel, u. a.:
- Die Schweizerische Volkswirtschaft. Leipzig 1860/61, 2 Bde. Band 1 Digitalisat Band2 #MDZ Reader
- Lehrbuch der allgemeinen Landwirtschaft, nach Friedrich Gottlob Schulzes System ...  zusammen mit seinem Freund und Schwager Graf Armin zur Lippe-Weissenfeld, 1863; Friedrich Gottlob Schulze war ein Onkel mütterlicherseits.
- Allgemeine Gewerkslehre. Berlin 1868. Digitalisat
- Hauswirtschaftliche Zeitfragen. Die Grenzen der hauswirthschaftlichen Productions-Einschränkung. Markt- und Magazin-Verkauf. Die Dienstboten-Noth. Das Einfamilien Haus statt der Mieths-Kaserne. Berlin 1869. Digitalisat
- Hrsg.: Das Armenwesen und die Armengesetzgebung in europäischen Staaten. Berlin 1870. MDZ Reader
- Die geschlossenen Hofgüter im Grossherzogthum Baden. Separ. Abdr. aus d. Volkswirtsch. Vierteljahrschr., 1870, Bd. III. Herbig, Berlin 1871. Digitalisat
- Die Behandlung des Selbstmordes in der Lebensversicherung. Leipzig 1875. Digitalisat
- Geschichte der Lebensversicherungsbank für Deutschland zu Gotha. Weimar 1877.
- Ernst Wilhelm Arnoldi, Leben und Schöpfungen eines deutschen Kaufmanns. 1878.
- Mitteilungen aus der Geschäfts- und Sterblichkeitsstatistik der Lebensversicherungsbank für Deutschland 1829–78. 1880.
- August Lammers, Lebensbild eines deutschen Publizisten und Pioniers der Gemeinnützigkeit aus der zweiten Hälfte des vorigen Jahrhunderts. Verlag V.O. Böhmert, Dresden 1908.